# 新皂镇
新皂镇，是中华人民共和国四川省绵阳市涪城区下辖的一个乡镇级行政单位。2019年12月，撤销金峰镇，将其所属行政区域划归新皂镇管辖，新皂镇人民政府驻新希望街265号。

## 行政区划
新皂镇下辖以下地区：
皂角铺社区、石梯子村、麒龙庙村、邱家庙村、赵家花园村、清凉寺村、梅家沟村、九根树村、刘家坪村和五角堆村。